# Koniewo-Osada
Koniewo-Osada est un village polonais de la voïvodie de Varmie-Mazurie, dans le powiat de Lidzbark.